# Golfe de Saint-Tropez
Pour les articles homonymes, voir Tropez.
Le golfe de Saint-Tropez est un golfe de la mer Méditerranée qui se situe dans le Var en France.

## Étymologie
Le Golfe est connu dans l’Itinéraire d’Antonin comme le sinus Sambracitanus. Selon Alexander Falileyev, ce nom est d’origine est d’origine « ligure ». Xavier Delamarre précise qu’il indique à l’origine un domaine (-ãno) appartenant à un homme appelé *Sambagetos (« n’a qu’une braie »),,.
Le golfe s’appelait jusqu’au XIXe siècle golfe de Grimaud avant que le nom de Saint-Tropez ne s’impose. Il est également golfe Sambracitain ou Sambracien par réemploi du nom antique. Il tient son nom de la ville de Saint-Tropez qu’il baigne,.

## Géographie
Le golfe de Saint-Tropez se trouve au nord de la presqu’île de Saint-Tropez, entre la pointe des Sardinaux au nord et le cap Saint-Pierre au Sud.

### Hydrographie et les eaux souterraines
Principaux cours d’eau :
- Le golfe de Saint-Tropez est alimenté par la Giscle.
- Le Préconil prend sa source au col de Vignon à 330 m d’altitude, sur la commune du Plan-de-la-Tour, et se jette dans le Golfe de Saint-Tropez 13,8 km en aval[7].
- Le Bourrian[8],
- Le Bélieu[9],
- Les ruisseaux de la baie de Pampelonne[10],
- Les talwegs de la baie de Cavalaire (Castillane, Ricarde).

L’inventaire départemental des zones humides de plus de 1 ha, réalisé en 2003, a permis d’identifier 11 zones humides à l’échelle du territoire.
La Communauté de communes du Golfe de Saint-Tropez réalise des aménagements de berges des cours d’eau ayant pour vocation la restauration écologique du cours d’eau et le ralentissement dynamique des crues.

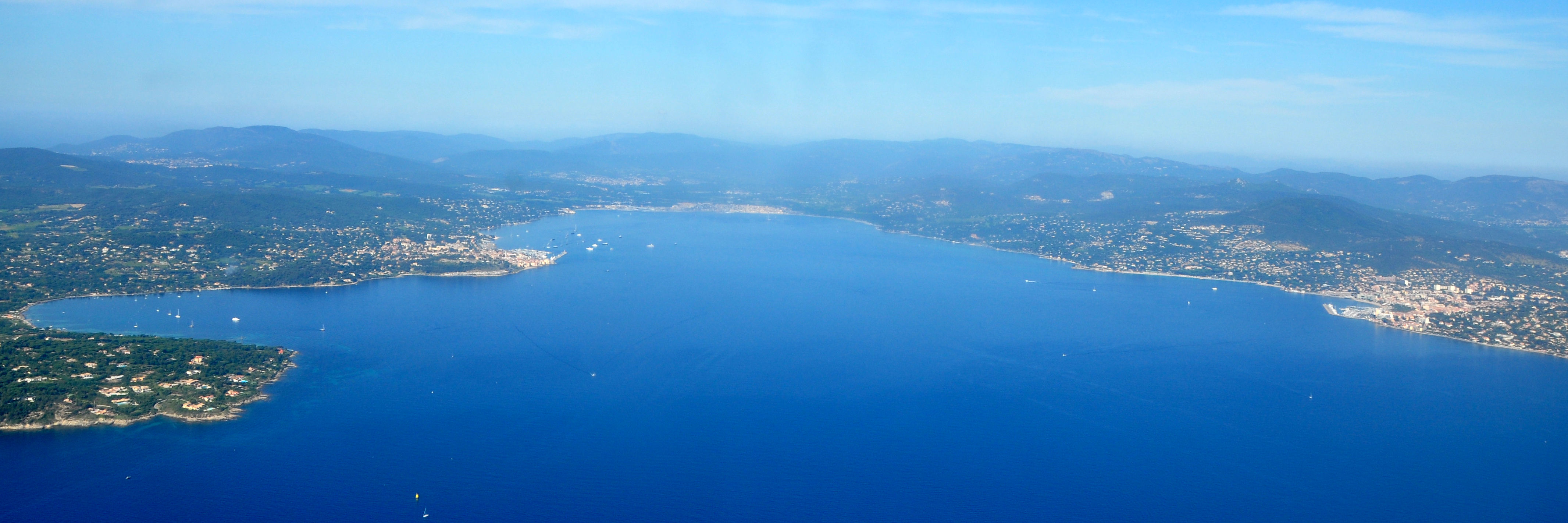
Golfe de Saint-Tropez (vue aérienne).

## Dans la fiction
« Saint-Tropez, à l'entrée de l'admirable golfe nommé jadis golfe de Grimaud, est la capitale de ce petit royaume sarrasin dont presque tous les villages, bâtis au sommet de pics qui les mettaient à l'abri des attaques, sont encore pleins de maisons mauresques avec leurs arcades, leurs étroites fenêtres et leurs cours intérieures où ont poussé de hauts palmiers qui dépassent à présent les toits. Si on pénètre à pied dans les vallons inconnus de cet étrange massif de montagnes, on découvre une contrée invraisemblablement sauvage, sans routes, sans chemins, même sans sentiers, sans hameaux, sans maisons » écrit Guy de Maupassant dans sa nouvelle Sur l’eau en 1876
Le golfe de Saint-Tropez est le lieu où se déroule l’action du roman Les Six Compagnons et le Secret de la calanque, roman pour la jeunesse de Paul-Jacques Bonzon publié en 1969.

### Sources et références
1. ↑  Gustav Friedrich Constantin New York Public Library et Moritz Edward Pinder, Iternerarium Antonini Avgvsti et Hierosolymitanvm ex libris manvscriptis ediderunt G. Parthey et M. Pinder, Berolini, F. Nicolai, 1848 (lire en ligne)
2. ↑  Alexander Falileyev, Ashwin E. Gohil, Naomi Ward et Patrick Sims-Williams, Dictionary of continental Celtic place-names: a Celtic companion to the Barrington atlas of Greek and Roman world, CMCS, 2010 (ISBN 978-0-9557182-3-6)
3. ↑  Xavier Delamarre, « Falileyev, Alexander. 2010, Dictionary of Continental Celtic Place-Names. A Celtic Companion to the Barrington Atlas of the Greek and Roman World. In collaboration with Ashwin E. Gohil & Naomi Ward », Nouvelle revue d'onomastique, vol. 52, no 1,‎ 2010, p. 371–373 (lire en ligne, consulté le 11 août 2023)
4. ↑  Xavier Delamarre, « Notes d’onomastique vieille-celtique », Keltische Forschungen, PraeSens, vol. 17,‎ 2012, p. 99-138
5. ↑  Gilbert Buti, Les chemins de la mer: Saint-Tropez : petit port méditerranéen (XVIIe – XVIIIe siècles), Presses universitaires de Rennes, 2 décembre 2019 (ISBN 978-2-7535-6726-9, lire en ligne)
6. ↑  Joseph Adolphe Aubenas, Histoire de Fréjus: Forum Julii, ses antiquités - son port, Fréjus, L. Leydet, 1881 (lire en ligne)
7. ↑  Découvrir nos cours d’eau
8. ↑  Des cours d’eau singuliers
9. ↑  Suivi qualité des principaux cours d'eau du Gole de Saint-Tropez
10. ↑  Elaboration du nouveau plan de gestion des ruisseaux de la baie de Pampelonne
11. ↑  Nos cours d'eau, plateforme : Milieux naturels, faune et flore
12. ↑  Aménagements de berges
13. ↑  Relation OpenStreetMap
14. ↑  Guy de Maupassant et G. Lemoine (graveur sur bois) (ill. Lanos), Sur l'eau, Paris, Société d'éditions littéraires et artistiques, 1904, 240 p. (lire en ligne)